# Emma Dumont

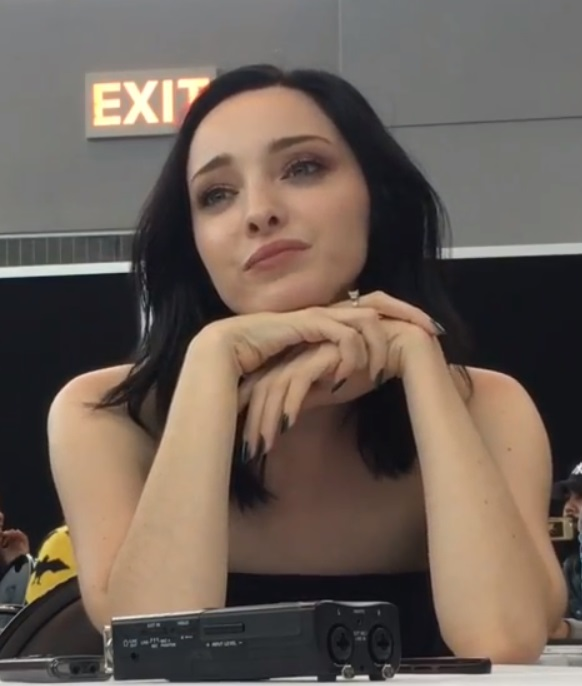
Emma Dumont (New York Comic Con 2017)

Emma Dumont (właśc. Emma Noelle Roberts, ur. 15 listopada 1994 w Seattle) – amerykańska aktorka i modelka, która wystąpiła m.in. w serialach The Gifted: Naznaczeni i Era Wodnika .

## Filmografia
| Rok  | Tytuł                     | Rola               | Uwagi                          |
| ---- | ------------------------- | ------------------ | ------------------------------ |
| 2009 | True Adolescents          | Cara               |                                |
| 2009 | Pamiętnik Vanessy         | Kellie             |                                |
| 2012 | Nobody Walks              | Yma                |                                |
| 2013 | EXISTend                  | Dani               | krótkometrażówka               |
| 2014 | Wada ukryta               | Zinnia             |                                |
| 2014 | Thinspiration             | Kayden             | inny tyt. Starving in Suburbia |
| 2017 | The Body Tree             | Sandra             |                                |
| 2019 | What Lies Ahead           | Jessica            |                                |
| 2021 | Droga bez powrotu. Geneza | Milla D'Angelo     |                                |
| 2021 | Licorice Pizza            | Brenda             |                                |
| 2023 | Oppenheimer               | Jackie Oppenheimer |                                |

### Telewizja
| Rok       | Tytuł                  | Rola                 | Uwagi               |
| --------- | ---------------------- | -------------------- | ------------------- |
| 2011      | Metro                  | Jennifer Mullins     | niewykorzys. pilot  |
| 2012–2013 | Tancerki               | Melanie Segal        | serial, główna rola |
| 2014      | Salvation              | Natalie Thompson     | niewykorzys. pilot  |
| 2014      | Gry umysłu             | Sophie               | 1 odc.              |
| 2014      | Moja przyjaciółka Ana  | Kayden               | film TV             |
| 2015–2016 | Era Wodnika            | Emma Karn            | serial, główna rola |
| 2016      | The Fosters            | Sasha                | 1 odc.              |
| 2017      | T@gged                 | Zoe Desaul           | 12 odc.             |
| 2017      | Magicy                 | The White Lady       | 1 odc.              |
| 2017      | Słodkie kłamstewka     | Katherine Daly       | 2 odc.              |
| 2017-2018 | The Gifted: Naznaczeni | Lorna Dane / Polaris | serial, główna rola |
| 2019      | All Rise               | Phoebe               | 1 odc.              |